# Thomas Barnardo
Thomas John Barnardo (4. července 1845, Dublin, Irsko – 19. září 1905, Londýn, Anglie) byl britský zakladatel dětských domovů.
Narodil se v Dublinu. Již od dětství měl chatrné zdraví a trpěl slabozrakostí. Ve 21 letech odešel do Londýna studovat lékařství, ale studií zanechal a věnoval se chudým. V chudém londýnském East Endu působil jako kazatel a učitel chudých. Začal shromažďovat finanční prostředky, když viděl chudé děti bez střechy. Díky svým organizačním schopnostem získával potřebné peníze. Roku 1870 otevřel jeho první dům pro chlapce v Stepney Causeway, kde se chlapci učili na tesaře, výrobce bot. Zasloužil se o domov a vzdělání pro více než 60000 chudých a postižených dětí. Jeho nadace Barnardo’s existuje dodnes. Hlavní sídlo má v Londýně.
Roku 1873 se oženil se Syrií Louise Elmslie. Jako svatební dar dostali dům v Barkingside. Společně měli 7 dětí. Jejich dcera Marjorie se narodila s Downovým syndromem. Díky těmto zkušenostem starat se o nemocné děti, otevřel několik domovů pro děti s fyzickými a psychickými nemocemi.
Zemřel na anginu pectoris v Londýně.
Díky němu se začal stát více věnovat ochraně dětí před zanedbáváním a zneužíváním.